# Bottighofen
Bottighofen és un municipi del cantó de Turgòvia (Suïssa), situat al districte de Kreuzlingen.